# سیارک ۳۵۲۲۹
سیارک ۳۵۲۲۹ (به انگلیسی: 35229 Benckert، نامگذاری:1995FY20) سی و پنج هزار و دویست و بیست و نهمین سیارک کشف شده‌است که در ۲۴ مارس ۱۹۹۵ کشف شد.